# Федерација Босне и Херцеговине
Федерација Босне и Херцеговине (скраћено Федерација БиХ или ФБиХ) један је од два ентитета у Босни и Херцеговини, поред Републике Српске. Заузима око 51% територије БиХ. Основана је 18. марта 1994. године потписивањем Вашингтонског споразума, којим је прекинут Муслиманско-хрватски сукоб.
Законодавну власт врши дводомни Парламент Федерације Босне и Херцеговине, који се састоји од Дома народа који има 58 делегата и Представничког дома који има 98 посланика, који се као предсједник бирају на непосредним општим изборима. Влада Федерације Босне и Херцеговине и предсједник врше извршну власт. Према прелиминарним подацима пописа становништва 2013. године, у Федерацији је пописано укупно 2.219.220 лица или 62,85% од укупног становништва Босне и Херцеговине. Прелиминарни резултати пописа показују и то да је у Федерацији укупан број домаћинстава 715.739, а станова 986.668. Сарајево је највећи град, сједиште већине институција Федерације Босне и Херцеговине и представља њен политички, административни, економски, универзитетски и културни центар.

## Историја
Федерација БиХ је настала Вашингтонским споразумом, који је потписан 18. марта 1994. године. Тим споразумом је прекинут рат између Хрвата и Бошњака (Муслимана).
- Застава Федерације БиХ која је била у употреби до 2007. године
- Грб Федерације БиХ који је био у употреби до 2007. године

## Национални паркови и паркови природе
Федерација Босне и Херцеговине има један национални парк и два парка природе:
- Национални парк Уна
- Парк природе Блидиње
- Парк природе Хутово блато

## Политичка подјела
Састоји се од десет кантона:
1. Унско-сански кантон (Бихаћ)
2. Посавски кантон (Орашје)
3. Тузлански кантон (Тузла)
4. Зеничко-добојски кантон (Зеница)
5. Босанско-подрињски кантон (Горажде)
6. Средњобосански кантон (Травник)
7. Херцеговачко-неретвански кантон (Мостар)
8. Западнохерцеговачки кантон (Широки Бријег)
9. Кантон Сарајево (Сарајево) и
10. Кантон 10 (тзв. Херцегбосански кантон) (Ливно)

Главни град је Сарајево, уз Мостар у коме се налазе сједишта четири федерална министарства.
Последњим уставним промјенама, и Срби су постали конститутивни народ Федерације, тако да тренутно постоји декларативна конститутивност сва три народа на цијелом подручју Федерације.

## Становништво
| Година | Бошњаци   | %    | Хрвати  | %    | Срби    | %    | Југословени | %   | остали  | %   | Укупно    |
| ------ | --------- | ---- | ------- | ---- | ------- | ---- | ----------- | --- | ------- | --- | --------- |
| 1991.  | 1.423.593 | 52,3 | 594.362 | 21,9 | 478.122 | 17,6 | 161.938     | 5,9 | 62.059  | 2,3 | 2.720.074 |
| 2013.  | 1.562.372 | 70,4 | 497.883 | 22,4 | 56.550  | 2,5  |             |     | 102.415 | 4,6 | 2.219.220 |

Федерација је највише насељена Бошњацима и Хрватима, као и мањим бројем Срба (који су од 2001. године трећи конститутивни народ) него 1991. године, што је продукт распада СФРЈ и етничког чишћења.
Према званичним резултатима пописа из 2013. године, у Федерацији Босне и Херцеговине живе:
- Бошњаци (70,40%)
- Хрвати (22,44%)
- Срби (2,55%)
- остали (3,6%)
- неизјашњени и без одговора на попису (1,01%)

Три кантона су већински хрватска, два су мешовита (Средњобосански, са више Бошњака него Хрвата, и Херцеговачко-Неретвански, са више Хрвата него Бошњака), док су остали већински бошњачки.

### Генетика
Према резултатима генетских истраживања, међу становништвом Босне и Херцеговине, самим тим и Федерације БиХ, најзаступљеније су сљедеће патрилинеарне ДНК хаплогрупе људског Y-хромозома:
- Хаплогрупа I (42,6%)
- Хаплогрупа R (21,4%)
- Хаплогрупа E (14,3%)
- Хаплогрупа J (11,5%)
- Хаплогрупа H (6,1%)
- Хаплогрупа G (2,3%)
- Хаплогрупа N (1,9%)

## Природно кретање становништва
|       | Број становника (процјена) | Живорођени | Умрли  | Природна промјена | Стопа наталитета | Стопа морталитета | Природни прираштај |
| ----- | -------------------------- | ---------- | ------ | ----------------- | ---------------- | ----------------- | ------------------ |
| 1996. |                            | 34.331     | 14.221 | 20.110            | 15,2             | 6,3               | 8,9                |
| 1997. |                            | 34.304     | 16.120 | 18.184            | 14,6             | 6,9               | 7,7                |
| 1998. |                            | 31.480     | 16.210 | 15.270            | 14,1             | 7,3               | 6,8                |
| 1999. |                            | 27.964     | 16.108 | 11.856            | 12,3             | 7,1               | 5,2                |
| 2000. |                            | 25.372     | 17.112 | 8.260             | 11,0             | 7,4               | 3,6                |
| 2001. |                            | 24.018     | 16.891 | 7.127             | 10,4             | 7,3               | 3,1                |
| 2002. |                            | 23.251     | 17.175 | 6.076             | 10,0             | 7,4               | 2,6                |
| 2003. |                            | 23.168     | 18.259 | 4.909             | 10,0             | 7,9               | 2,1                |
| 2004. |                            | 22.250     | 18.350 | 3.900             | 9,6              | 7,9               | 1,7                |
| 2005. | 2.233.167                  | 21.934     | 19.293 | 2.641             | 9,4              | 8,3               | 1,1                |
| 2006. | 2.232.376                  | 21.602     | 18.678 | 2.924             | 9,3              | 8,0               | 1,3                |
| 2007. | 2.231.548                  | 21.715     | 19.428 | 2.287             | 9,3              | 8,3               | 1,0                |
| 2008. | 2.229.787                  | 22.920     | 19.480 | 3.440             | 9,8              | 8,3               | 1,5                |
| 2009. | 2.229.072                  | 22.913     | 20.022 | 2.891             | 9,8              | 8,6               | 1,2                |
| 2010. | 2.228.027                  | 22.382     | 20.482 | 1.900             | 9,6              | 8,8               | 1,2                |
| 2011. | 2.226.011                  | 21.228     | 20.208 | 1.020             | 9,1              | 8,6               | 0,5                |
| 2012. | 2.222.587                  | 21.472     | 20.859 | 613               | 9,2              | 8,9               | 0,3                |
| 2013. | 2.219.131                  | 20.145     | 20.465 | -320              | 9,1              | 9,2               | -0,1               |
| 2014. | 2.215.997                  | 19.880     | 20.283 | -403              | 9,0              | 9,2               | -0,2               |
| 2015. | 2.210.994                  | 19.358     | 21.703 | -2.345            | 8,8              | 9,8               | -1,0               |
| 2016. | 2.206.231                  | 19.655     | 21.105 | -1.450            | 8,9              | 9,6               | -0,7               |
| 2017. | 2.201.193                  | 19.824     | 21.689 | -1.865            | 9,0              | 9,9               | -0,9               |
| 2018. | 2.196.233                  | 19.899     | 21.442 | -2.543            | 8,6              | 9,8               | -1,2               |
| 2019. | 2.190.098                  | 18.019     | 22.024 | -4.005            | 8,2              | 10,1              | -1,9               |
| 2020. | 2.184.680                  | 17.211     | 26.026 | -8.815            | 7,9              | 11,9              | -4,0               |
| 2021. | 2.168.602                  | 16.873     | 29.086 | -12.213           | 7,8              | 13,4              | -5,6               |
| 2022. | 2.156.248                  | 16.538     | 23.187 | -6.649            | 7,7              | 10,8              | -3,1               |
| 2023. | 2.150.054                  | 16.174     | 20.361 | -4.817            | 7,5              | 9,5               | -2,0               |

### Тренутна витална статистика
- Број рођених Јануар-Октобар 2018 =  15,400
- Број рођених Јануар-Октобар 2019 =  14,548
- Број умрлих Јануар-Октобар 2018 =  17,275
- Број умрлих Јануар-Октобар 2019 =  17,739
- Природни прираштај Јануар-Октобар 2018 =  -1,875
- Природни прираштај Јануар-Октобар 2019 =  -3,191

## Општине и градови
| Име општине                    | Седиште општине     | Број ст. (2009) |
| ------------------------------ | ------------------- | --------------- |
| Општина Бановићи               | Бановићи            | 25.749          |
| Град Бихаћ                     | Бихаћ               | 61.287          |
| Општина Босанска Крупа         | Босанска Крупа      | 28.137          |
| Општина Босански Петровац      | Босански Петровац   | 7.601           |
| Општина Босанско Грахово       | Босанско Грахово    | 2.102           |
| Општина Бреза                  | Бреза               | 14.594          |
| Општина Бугојно                | Бугојно             | 37.255          |
| Општина Бужим                  | Бужим               | 17.865          |
| Општина Бусовача               | Бусовача            | 16.073          |
| Општина Вареш                  | Вареш               | 10.743          |
| Општина Велика Кладуша         | Велика Кладуша      | 46.561          |
| Општина Високо                 | Високо              | 40.301          |
| Општина Витез                  | Витез               | 25.052          |
| Општина Вогошћа                | Вогошћа             | 21.595          |
| Општина Гламоч                 | Гламоч              | 4.710           |
| Општина Горажде                | Горажде             | 30.264          |
| Општина Горњи Вакуф-Ускопље    | Горњи Вакуф-Ускопље | 19.248          |
| Општина Грачаница              | Грачаница           | 52.113          |
| Општина Градачац               | Градачац            | 46.244          |
| Општина Груде                  | Груде               | 15.525          |
| Општина Добој Исток            | Клокотница          | 10.221          |
| Општина Добој Југ              | Матузићи            | 4.523           |
| Општина Добретићи              | Добретићи           | 658             |
| Општина Домаљевац-Шамац        | Домаљевац           | 4.297           |
| Општина Доњи Вакуф             | Доњи Вакуф          | 14.070          |
| Општина Дрвар                  | Дрвар               | 11.286          |
| Општина Жепче                  | Жепче               | 31.067          |
| Општина Живинице               | Живинице            | 54.926          |
| Општина Завидовићи             | Завидовићи          | 38.027          |
| Град Зеница                    | Зеница              | 127.105         |
| Општина Илиџа                  | Илиџа               | 53.600          |
| Општина Илијаш                 | Илијаш              | 18.048          |
| Општина Јабланица              | Јабланица           | 11.810          |
| Општина Јајце                  | Јајце               | 24.319          |
| Општина Какањ                  | Какањ               | 43.306          |
| Општина Калесија               | Калесија            | 35.619          |
| Општина Кисељак                | Кисељак             | 20.710          |
| Општина Кладањ                 | Кладањ              | 15.086          |
| Општина Кључ                   | Кључ                | 19.687          |
| Општина Коњиц                  | Коњиц               | 28.535          |
| Општина Крешево                | Крешево             | 5.624           |
| Општина Купрес                 | Купрес              | 3.437           |
| Општина Ливно                  | Ливно               | 32.013          |
| Општина Лукавац                | Лукавац             | 51.078          |
| Општина Љубушки                | Љубушки             | 23.870          |
| Општина Маглај                 | Маглај              | 23.403          |
| Град Мостар                    | Мостар              | 111.186         |
| Општина Неум                   | Неум                | 4.605           |
| Општина Нови Град (Сарајево)*  | Сарајево            | 124.035         |
| Општина Ново Сарајево*         | Сарајево            | 73.371          |
| Општина Нови Травник           | Нови Травник        | 24.859          |
| Општина Олово                  | Олово               | 12.406          |
| Општина Орашје                 | Орашје              | 19.786          |
| Општина Оџак                   | Оџак                | 15.803          |
| Општина Пале-Прача             | Прача               | 1.069           |
| Општина Посушје                | Посушје             | 16.049          |
| Општина Прозор-Рама            | Прозор              | 16.064          |
| Општина Равно                  | Равно               | 1.400           |
| Општина Сански Мост            | Сански Мост         | 44.508          |
| Општина Сапна                  | Сапна               | 12.935          |
| Општина Сребреник              | Сребреник           | 41.508          |
| Општина Стари Град (Сарајево)* | Сарајево            | 37.737          |
| Општина Столац                 | Столац              | 13.227          |
| Општина Теочак                 | Теочак              | 7.397           |
| Општина Тешањ                  | Тешањ               | 48.159          |
| Општина Томиславград           | Томиславград        | 27.252          |
| Општина Травник                | Травник             | 55.000          |
| Општина Трново (ФБиХ)          | Дујмовићи           | 2.524           |
| Општина Тузла                  | Тузла               | 131.640         |
| Општина Усора                  | Омањска             | 6.968           |
| Општина Фојница                | Фојница             | 12.124          |
| Општина Фоча-Устиколина        | Устиколина          | 1.760           |
| Општина Хаџићи                 | Хаџићи              | 22.636          |
| Општина Цазин                  | Цазин               | 62.468          |
| Општина Центар (Сарајево)*     | Сарајево            | 70.099          |
| Општина Чапљина                | Чапљина             | 23.251          |
| Општина Челић                  | Челић               | 14.033          |
| Општина Читлук                 | Читлук              | 15.852          |
| Општина Широки Бријег          | Широки Бријег       | 26.263          |
| Федерација БиХ                 | Сарајево            |                 |

* Општине које чине Град Сарајево

## Галерија
- Почитељ — Стари град
- Врело Босне, Сарајево
- Ливањско поље и Троглав
- Стари мост у Мостару
- Водопад на Пливи